# Hans Bracher
Hans Bracher (* 18. September 1909 in Büren an der Aare; † 13. November 1955 in Solothurn) war ein Schweizer Architekt, der Büros in Solothurn und, mit seinem Partner Willy Frey, in Bern besass. Bracher wirkte von den 1930er Jahren bis in die 1950er Jahre, mit seiner reduzierten Entwurfshaltung kann man ihn als Vorläufer oder Wegbereiter der Solothurner Schule sehen.

## Ausbildung und Berufstätigkeit
Hans Bracher, der Schulzeit und Jugend in Bern verbrachte, studierte nach der Matura an der ETH Zürich, wo er 1932 bei Salvisberg das Diplom ablegte. 1934 konnte er mit dem Wettbewerbsgewinn der Kantonsschule Solothurn ein eigenes Büro eröffnen. 1938 konnte er angesichts guter Auftragslage ein Zweigbüro in Bern eröffnen und nahm einen Partner zu sich, Willy Frey, 1954 trat Eggers als Partner hinzu.
Die Kantonsschule in Solothurn wurde gleichzeitig sein Hauptwerk, mit dem er sich aber auch sein gesamtes Berufsleben lang befassen musste, verzögert durch den Zweiten Weltkrieg, denn die endgültige Einweihung fand erst mit der schliesslichen Fertigstellung der Aula einige Monate nach seinem frühen Tod statt, im Frühjahr 1956. Die Kantonsschule ist einer der Schlüsselbauten der Moderne im Kanton Solothurn. Der über 200 m lange Klassenzimmerriegel mit dem rechtwinklig anschliessenden Pausen- und Turnhallentrakt wurde von 1988 von Barth & Zaugg mit Mensa und Bibliothek sowie 1992 durch Fritz Haller mit dem Naturwissenschaftlichen Trakt kongenial ergänzt.
In den 1940er Jahren entstand mit den Fertigungsstätten der Autophon AG ein weiteres Zeugnis der Klassischen Moderne im Kanton. Neben Schulhäusern baute das Büro in den 1950er Jahren noch das Warenhaus Nordmann, die Diakonissenhauskirche Bern und das Kirchgemeindehaus Bözingen.

## Werke (Auswahl)
- Kantonsschule,  Solothurn, 1934–1956
- Autophon AG, Fabrikgebäude, Solothurn, 1938–1943
- Siedlung Stapfenacker, Bern, 1942–1944
- Wohnsiedlung Bethlehemacker I, Bern, 1943–1947
- Warenhaus Nordmann (heute Manor), Solothurn, 1949–1954
- Schulhaus,  Breitenbach, 1950–1952
- Schulhaus,  Aeschi, 1951–1952
- Schulhaus,  Nunningen, 1953–1954

## Belege
1. ↑  Alfred Roth: Die neue Kantonsschule in Solothurn. In: Das Werk. Band 32, Nr. 8, 1945, S. 231–236, doi:10.5169/seals-25690.
2. ↑  Christa Zeller: Kantonsschule Solothurn. In: Schweizer Architekturführer. Band 2, Nr. 320. Werk-Verlag, Zürich 1994, ISBN 3-909145-14-0, S. 144.
3. ↑  Alfred Roth: Erweiterungsbauten der Autophon A.G. Solothurn. In: Das Werk. Band 32, Nr. 8, 1945, S. 237–238, doi:10.5169/seals-25691.
4. ↑  NN: Umgestaltung und Neubau Warenhaus Nordmann AG. In: Das Werk. Band 41, Nr. 8, 1954, S. 314–317, doi:10.5169/seals-31746.

| Personendaten    | Personendaten       |
| ---------------- | ------------------- |
| NAME             | Bracher, Hans       |
| KURZBESCHREIBUNG | Schweizer Architekt |
| GEBURTSDATUM     | 18. September 1909  |
| GEBURTSORT       | Büren an der Aare   |
| STERBEDATUM      | 13. November 1955   |
| STERBEORT        | Solothurn           |